# HAT-P-3
HAT-P-3, auch bekannt als GSC 03466-00819, ist ein etwa 500 Lichtjahre von der Erde entfernter K-Hauptreihenstern mit einer scheinbaren Helligkeit von 11,9 mag. Im Jahre 2007 wurde im Rahmen des HATNet-Projektes die Entdeckung eines Exoplaneten um diesen Stern bekannt gegeben: HAT-P-3b. Der Stern trägt den offiziellen Namen „Dombay“.